# Karol Myśliwiec
Karol Miśliwiec (nacido el 3 de noviembre de 1943) es un egiptólogo polaco, célebre por sus trabajos en Saqqara para descubrir la tumba de Imhotep.

## Biografía
Karol Miśliwiec estudió arqueología mediterránea en Universidad de Varsovia bajo Kazimierz Michałowski, graduándose en 1967. En 1969, bajo la dirección de Michałowski, trabaja en diversas  excavaciones de Egipto (Alejandría, Deir el-Bahari) y Siria (Palmira). También participa en las excavaciones alemanas del templo de faraón Seti I (Tebas occidental), y con Minshat Abu Omar (en el delta del Nilo).
De 1985 a 1995 Miśliwiec dirigió las excavaciones polaco-egipcias en Tell Atrib (delta del Nilo) y, desde 1987, ha estado dirigiendo la misión arqueológica polaca-egipcia en Saqqara, en el lado oeste de la pirámide del faraón Dyeser, la la Pirámide escalonada. En Saqqara ha estado buscando la tumba de Imhotep, el legendario médico y arquitecto del Antiguo Egipto diseñador de la Pirámide escalonada.
Desde 1982 Miśliwiec ha sido director del Instituto de Arqueología mediterránea en la Academia polaca de Ciencias, y desde 1992 director del Instituto de Arqueología egipcia antigua de la Universidad de Varsovia.
Mysliwiec ha publicado doce libros (de los que tres han sido traducidos a idiomas distintos del polaco) así como unos 300 artículos, principalmente de arqueología, historia, arte y religión del Antiguo Egipto.
Ha dado conferencias en varios  países, como Japón, Chile, los EE. UU. y Canadá. Es miembro del Instituto Alemán de Arqueología (Berlín), la Asociación Internacional de Egiptólogos, y del Explorers Club (Nueva York).

## Publicaciones
- The Twilight of Ancient Egypt: First Millennium B.C.E. traducida por David Lorton, Cornell University Press, 2000.
- Eros on the Nile, traducida por Geoffrey L. Packer, Cornell University Press, 2004.